# Val de Réchy
Das Val de Réchy (auch Vallon de Réchy) ist ein kleines, unbewohntes Seitental der Rhone im Süden des Schweizer Kantons Wallis. Es verläuft von Süd nach Nord und wird durch den Bach Rèche durchflossen, der schliesslich in die Rhone mündet. Der nördliche, tiefste Teil des Tals gehört zur Gemeinde Chalais (Höhe 524 m ü. M.), der mittlere Teil zur Gemeinde Grône, während der höchstgelegene Teil des Tales bis zu den Becs de Bosson auf einer Höhe von 3149 m ü. M. zur Gemeinde Mont-Noble (bis 2011 Nax) gehört.

## Geographische Lage
Das kleine Zwischental schiebt sich zwischen das Val d’Anniviers im Osten und dem Val d’Hérens im Westen. Umrahmt wird es gegen Osten von der Bergkette Crêt du Midi, Roc d’Orzival, Becs de Bosson und gegen Westen vom Mont Noble und La Maya. Über den Col de Cou führt ein Saumpfad ins Val d’Hérens. Auf einer Höhe von 2567 m ü. M. liegt der kleine Bergsee Le Louché. Von dort fliesst der Bach Rèche talwärts, durch das Moorgebiet des Ar du Tsan und über einen Wasserfall gen Norden. An der das Tal querenden Strasse zwischen Vercorin und Nax befindet sich die denkmalgeschützte Refuge de la Vallée de Rechy.

## Flora und Fauna
Das Tal weist eine typische alpine Fauna mit Gämsen, Hirschen, Murmeltieren und Steinböcken auf. Im Moorgebiet um den Ar du Tsan und in den Anschwemmungen der Rèche finden sich Arten, die in der Schweiz selten sind. Ausserdem finden sich Edelweiss und Steinbrech.

## Bewässerungskanäle
Das Wasser des Rèches wird schon seit Jahrhunderten durch Suonen (Bisses) geführt und für die Bewässerung der Wiesen verwendet. Die 6,3 km lange Bisse de Vercorin wurde Ende des 14. Jahrhunderts auf der rechten Talseite gebaut. Auf einer Höhe von 1685 m wird der Rèche Wasser entnommen und auf die Wiesen des Feriendorfes Vercorin geleitet. Die Route Nr. 58 „Chemin des Bisses“ von SchweizMobil führt entlang der alten, noch funktionstüchtigen Wasserleitung. Die zweite Wasserleitung im Tal, die Bisse de Réchy dient der Bewässerung der Felder von Chalais und ist noch heute aktiv, allerdings in Röhren. Sie entnimmt das Wasser auf 634 m Höhe aus dem Fluss und leitet es auf 566 m Höhe auf die Felder oberhalb von Chalais.

## Einrichtung des Naturschutzgebiets
Das Tal, das sich selbst nicht für Ski Alpin eignet, war als Verbindung der umgebenden Skigebiete mittels Skiliften im Gespräch. Gegner dieser Entwicklung schrieben ein Buch über die „Reichtümer des Vallon de Réchy“, das 1984 vom WWF Wallis herausgegeben wurde. Es forderte seine Unterschutzstellung. Das Gebiet rund um den Ar du Tsan wurde zwischen 1987 und 1991 von der Schweizerischen Vereinigung für Pflanzensoziologie untersucht. 1988 wurde eine Umweltverträglichkeitsprüfung für den Bau der Lifte durchgeführt. 1989 wurde die Einrichtung eines Naturschutzgebietes beantragt. Die Moorlandschaft oberhalb des Ar du Tsan auf dem Gebiet der damaligen Gemeinde Nax wurde 1996 die in die «Liste der Moorlandschaften von besonderer Schönheit und von nationaler Bedeutung» aufgenommen. Am 1. April 1998 wurde das 3480 ha grosse Gebiet «Val de Réchy - Sasseneire» in das «Bundesinventar der Landschaften und Naturdenkmäler von nationaler Bedeutung» aufgenommen (BLN-Objekt 1715).

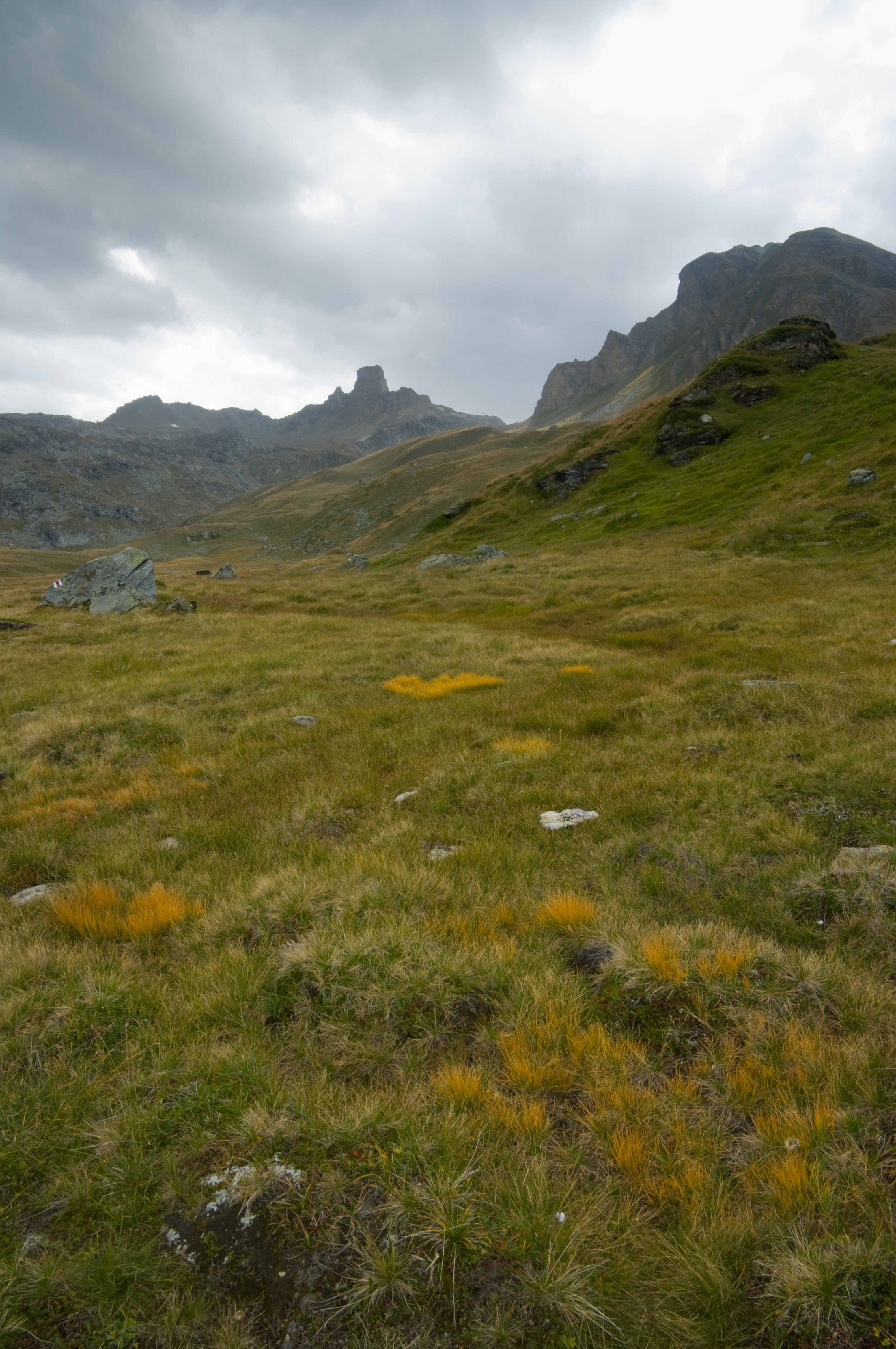
Blick vom Val de Réchy auf den Berg La Maya.
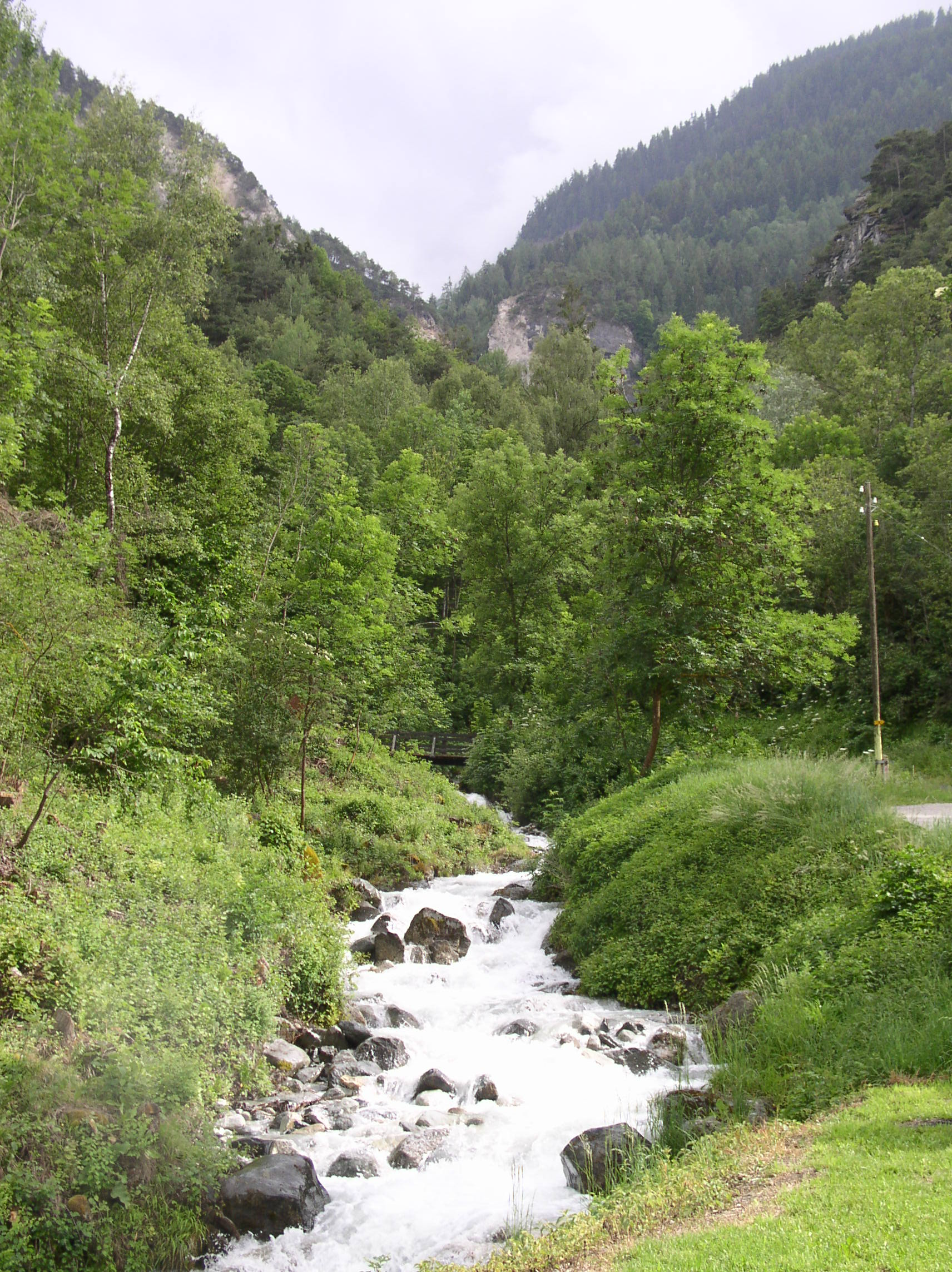
Der Fluss Rèche
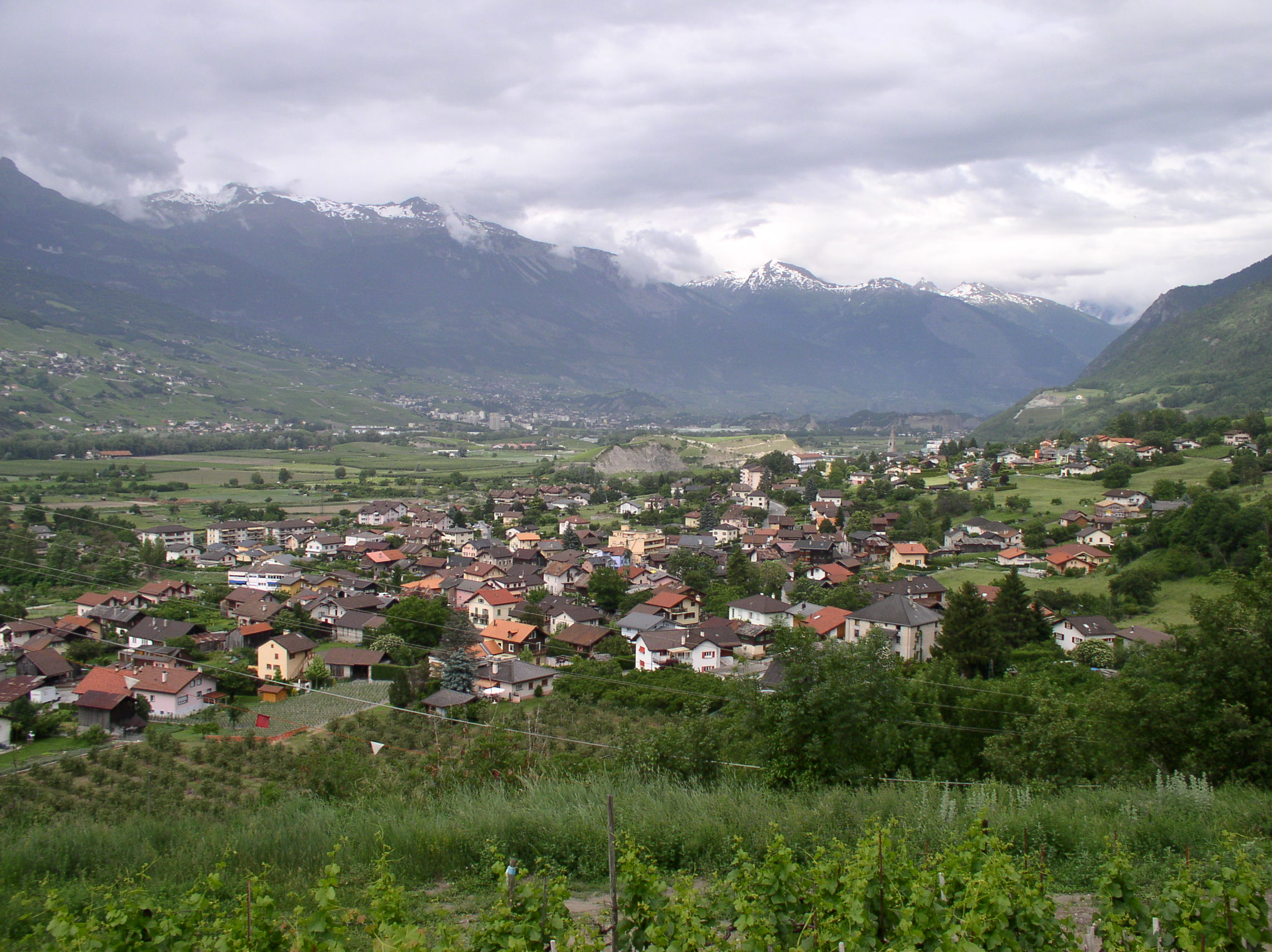
Das Dorf Réchy im Rhonetal.
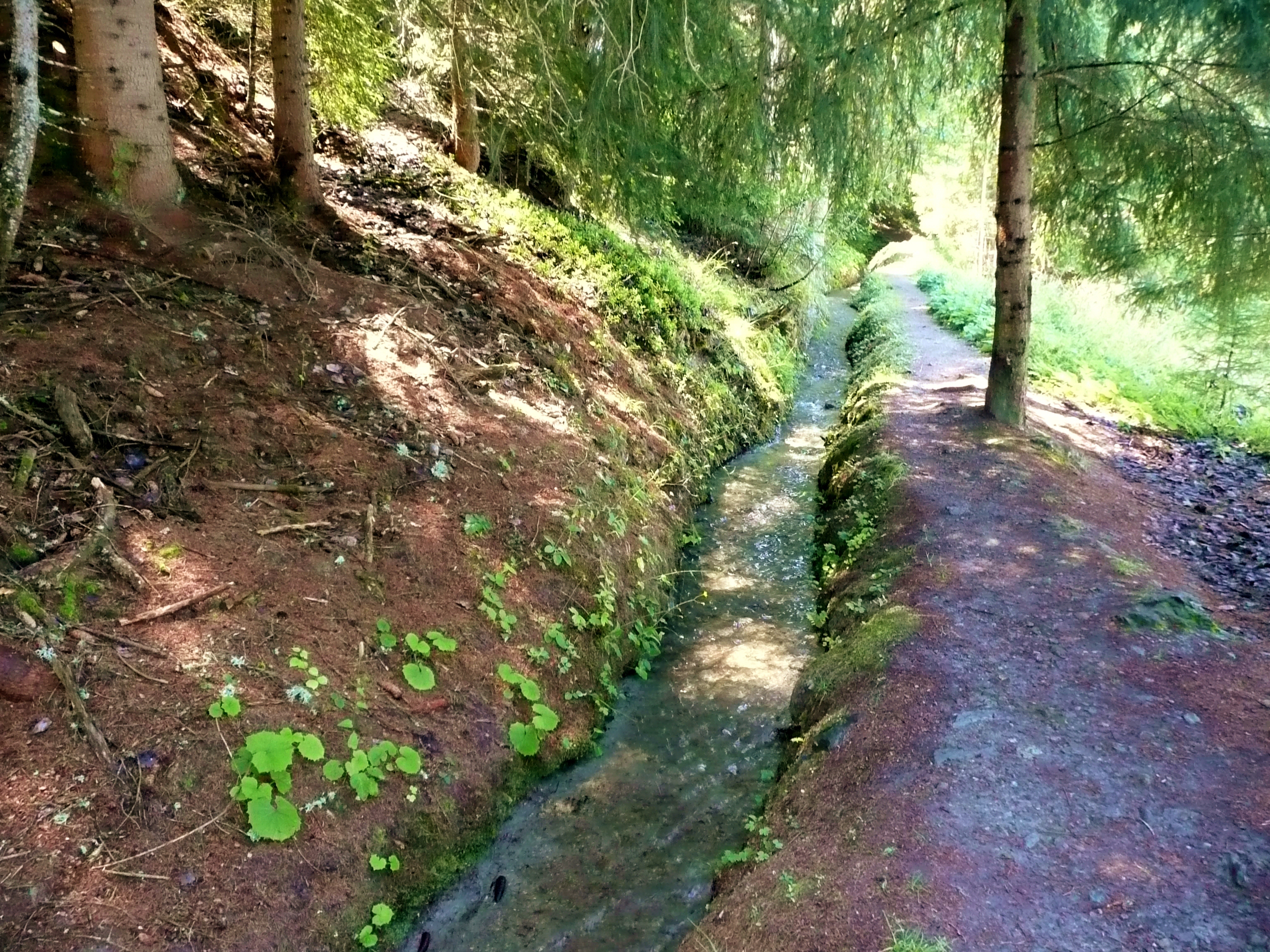
Bisse de Vercorin